# Michel d'Aillières
Pour les autres membres de la famille, voir Famille Caillard d'Aillières.
Michel Caillard d'Aillières, né le 17 décembre 1923 à Paris et mort le 31 octobre 2010 à Mamers,, est un homme politique français.

## Biographie

### Jeunesse et études
Michel d'Aillières est le fils de Bernard d'Aillières. Il est élève au Collège Sainte-Croix au Mans, puis à l'École libre des sciences politiques. 

### Parcours professionnel
Il devient capitaine de l'arme blindée, puis successivement maire de Cherreau (1953-1958) et d'Aillières-Beauvoir (1958 à 2008). 
Conseiller général dans le canton de La Fresnaye-sur-Chédouet de septembre 1957 à mars 2001, il préside le conseil général de la Sarthe de 1970 à 1976, puis de 1979 à 1992, date à laquelle François Fillon lui succède. Il est également vice-président du conseil régional des Pays de la Loire de 1974 à 1986. Il était proche de Valéry Giscard d'Estaing.
Il est député de la cinquième circonscription de la Sarthe de 1958 à 1977, puis sénateur de la Sarthe de 1977 à 1995, sous l'étiquette du Centre national des indépendants et paysans puis des Républicains indépendants. Il fut vice-président de la Commission des Affaires étrangères, de la Défense et des Forces armées.
Il épouse Françoise Calley Saint-Paul de Sinçay.